# Jure Dobelšek
Jure Dobelšek (* 1. April 1984 in Celje, SR Slowenien, SFR Jugoslawien) ist ein slowenischer Handballspieler. Er ist 1,92 m groß.
Dobelšek, der zuletzt für den slowenischen Verein RK Koper (Rückennummer 3) spielte und für die slowenische Nationalmannschaft (Rückennummer 5) aufläuft, wird meist auf Linksaußen eingesetzt.
Obwohl in Celje geboren, debütierte Jure Dobelšek nicht für den RK Celje, sondern für den RK Velenje in der ersten slowenischen Liga. Mit den Männern aus dem Nordosten Sloweniens gelang es ihm jedoch nie, am Verein seiner Heimatstadt vorbeizukommen. Dobelšeks größte Erfolge blieben der slowenische Pokal 2003 sowie die Vize-Meisterschaften 2004, 2005 und 2007. Im Jahr 2009 wechselte Dobelšek zu RK Koper. Mit Koper gewann er 2011 den EHF Challenge Cup.
Jure Dobelšek hat bisher 89 Länderspiele für die slowenische Nationalmannschaft bestritten. Mit Slowenien nahm er an der Weltmeisterschaft 2007 in Deutschland teil, belegte aber nur den 10. Platz; bei der Europameisterschaft 2008 in Norwegen schied er mit seinem Land nach der Hauptrunde aus.
Jures Bruder Luka Dobelšek ist ebenfalls Profihandballer und spielt derzeit beim RK Velenje.